# Governatore del Mato Grosso do Sul
Il governatore del Mato Grosso do Sul (portoghese: Governador do Mato Grosso do Sul) è il capo del governo dello stato brasiliano del Mato Grosso do Sul . È una carica pubblica scelta attraverso il sistema elettorale maggioritario a due turni.  L'attuale governatore del Mato Grosso do Sul è Eduardo Riedel, eletto il 30 ottobre 2022 e insediatosi il 1 gennaio 2023.
Se un candidato riceve più del 50% dei voti totali al primo scrutinio, viene eletto senza necessità di un secondo turno. Ma se nessun candidato ottiene la maggioranza assoluta, si svolgerà un secondo turno di votazioni, al quale parteciperanno solo i due candidati che hanno ottenuto il maggior numero di voti al primo turno. Il vincitore del secondo turno sarebbe stato eletto governatore. La legislatura dura 4 anni e il governatore ha diritto alla rielezione, senza limiti di mandato. Lo stato è stato creato dalla legge complementare n. 31, sancita l'11 ottobre 1977.
I colori indicano come è stato eletto ogni governatore, con governatori eletti direttamente, governatori giunti al governo attraverso la linea di successione (ad esempio, quando un vice governatore assume la carica di governatore, o quando un presidente dell'Assemblea legislativa assume il governo se non esiste un luogotenente governatore), e governatori eletti a suffragio indiretto o prestati giuramento attraverso movimenti rivoluzionari, compresi quelli subentrati come sostituti legali non eletti direttamente.

## Governo
La sede del governo è il Governatorato del Mato Grosso do Sul, si trova nel Parque dos Poderes, nel capoluogo sulmatogrossense, Campo Grande . L'edificio è occupato anche dalla sede della Segreteria di Stato per il Governo e la Gestione Strategica e del Sottosegretariato per la Comunicazione.
Progettata dall'architetto Élvio Garabini, che ha anche progettato gran parte degli edifici del Parco, la costruzione è stata inaugurata nel 1983, con l'intero complesso degli organi pubblici.
Quando il complesso è stato aperto, il Governo è stato temporaneamente collocato in questo edificio, che avrebbe dovuto ospitare una sola segreteria. Era stata progettata la costruzione di un palazzo governativo, ma l'idea fu abbandonata dal governatore Pedro Pedrossian . Il Governatorato fu così definitivamente fissato nella stessa sede in cui si trovava e che occupa tuttora. Nel decennio del 2000 fu valutata l'opzione di eseguire la costruzione del palazzo, ma l'idea fu nuovamente scartata.
Il governatore non ha una residenza ufficiale.

## Elenco
| Ritratto | Nominativo             | Mandato                           |
| -------- | ---------------------- | --------------------------------- |
|          | Harry Amorim Costa     | 1 gennaio 1979 - 12 giugno 1979   |
|          | Londres Machado        | 12 giugno 1979 - 30 giugno 1979   |
|          | Marcelo Miranda Soares | 30 giugno 1979 - 28 ottobre 1980  |
|          | Londres Machado        | 28 ottobre 1980 - 7 novembre 1980 |
|          | Pedro Pedrossian       | 7 novembre 1980 - 15 marzo 1983   |
|          | Wilson Barbosa Martins | 15 marzo 1983 - 14 maggio 1986    |
|          | Ramez Tebet            | 14 maggio 1986 - 15 marzo 1987    |
|          | Marcelo Miranda Soares | 15 marzo 1987 - 15 marzo 1991     |
|          | Pedro Pedrossian       | 15 marzo 1991 - 1 gennaio 1995    |
|          | Wilson Barbosa Martins | 1 gennaio 1995 - 1 gennaio 1999   |
|          | Zeca do PT             | 1 gennaio 1999 - 1 gennaio 2007   |
|          | André Puccinelli       | 1 gennaio 2007 - 1 gennaio 2015   |
|          | Reinaldo Azambuja      | 1 gennaio 2015 - 1 gennaio 2023   |
|          | Eduardo Riedel         | 1 gennaio 2023 - in carica        |

## Ex governatori viventi
- Marcelo Miranda, 2º e 6º governatore, nato nel 1938
- Zeca do PT, 9º Governatore, nato nel 1950
- André Puccinelli, 10º Governatore, nato nel 1948